# Милош Миле Димитријевић
Милош Миле (Миша) Димитријевић (Стара Кањижа/Кањижа, 10. мај 1824 — Нови Сад, 20. фебруар 1896) је био правник, политичар и председник Матице српске.

## Биографија
Отац му се звао Север угледан кањишки трговац, а мати Софија рођ. Чакић била је родом из Куле. Основну школу учио је у родном месту, а учитељ му је био Јован Георгијевић из Новог Сада. Похађао је затим протестантске школе. Пети и шести разред завршио је у Карловачкој гимназији, заједно са Бранком Радичевићем, а седми и осми разред са великом матуром у Сарвашу (1841). Права је дипломирао 1844. године у Прешови (Еперјешу), код чувеног јуристе Чупке. Адвокатски испит је положио 1846. године и затим радио адвокатску праксу следеће две године у Илоку.
Служио је између 1849-1865. године као срески судија. У политички живот ступа 1865. године када га у Кулпинском изборном срезу бирају за посланика у Угарском сабору. Био је заступник три године до 1868. па опет касније, између 1872-1887. године. Постаје затим новосадски велики судија, као и надзорник школа бачког дистрикта (1869-1875). Бранио је српске вероисповедне школе од подржављења, током свог старања над школством бачким. Заступао је као посланик и Шајкашки срез 1887-1892. године.
Био је члан главних мађарских политичких странака; прво у Деаковој, па у Тисиној - Либералној странци. Својим ауторитетом спасао је Матицу српску од Мађара, када су хтели да је преотму 1868. године. Он је те године изабран за подпредседника Матице српске, уз председника Јована Суботића. Касније и Текелијин фонд. За председника Матице српске изабран је 1888. године и у тој функцији ће остати до смрти. Као човек од великог угледа у Угарском парламенту, користио је могућности да помаже српском националном интересу. Десет и више година је био патрон новосадске српске велике гимназије у Новом Саду.
Димитријевић је током живота био краљевски државни саветник, надзорник школа, посланик на Угарском сабору (1865-1892), на челу Матице српске и председник Централног (српског) кредитног завода у Новом Саду. Носилац је више ордена; српског Св. Саве 2. степена са звездом и црногорског Ордена Данила 3. степена.
Милош је живео дуго у срећном браку са Маријом, рођ. Гавански из Новог Сада; али деце нису имали. Након Милошеве смрти, његова удова је 1896. године објавила у Новом Саду мужевљеву аутобиографију: „Успомене из мога живота”.